# دينيس أوكييف
دينيس أوكييف (بالإنجليزية: Dennis O'Keefe )‏ (و. 1908 – 1968 م) هو كاتب سيناريو، وممثل أفلام، وممثل مسرحي، وممثل تلفزي أمريكي، ولد في فورت ماديسون، توفي في سانتا مونيكا، كاليفورنيا، عن عمر يناهز 60 عاماً، بسبب سرطان الرئة.

## وصلات خارجية
- دينيس أوكييف على موقع IMDb (الإنجليزية)
- دينيس أوكييف على موقع ألو سيني (الفرنسية)
- دينيس أوكييف على موقع أول موفي (الإنجليزية)
- دينيس أوكييف على موقع قاعدة بيانات برودواي على الإنترنت (الإنجليزية)
- دينيس أوكييف على موقع قاعدة بيانات الأفلام السويدية (السويدية)
- دينيس أوكييف على موقع إن إن دي بي (الإنجليزية)
- دينيس أوكييف على موقع قاعدة بيانات الفيلم (الإنجليزية)
- دينيس أوكييف على موقع كينوبويسك (الروسية)